# Taurhynchus tibialis
Taurhynchus tibialis là một loài ruồi trong họ Asilidae. Taurhynchus tibialis được Macquart miêu tả năm 1850. Loài này phân bố ở vùng Tân nhiệt đới.